# I Miss You (chanson de Blink-182)
Pour les articles homonymes, voir I Miss You.
Singles de Blink-182
Feeling This
(2003) Down
(2004)
Pistes de Blink-182
Obvious
(02) Violence
(04)
I Miss You est une chanson du groupe Blink-182 qui apparaît sur l'album Blink-182. Sa version single est sortie le 9 février 2004. Cette chanson marque un tournant plus sombre et plus sérieux dans la carrière du groupe, alors que celui-ci avait l'habitude de composer des chansons joyeuses et humoristiques. La chanson fait référence au film d'Henry Selick de 1993 L'Étrange Noël de monsieur Jack dans les paroles « We can live like Jack and Sally » et « We'll have Halloween on Christmas ».

## Liste des pistes
| I Miss You | I Miss You | I Miss You | I Miss You | I Miss You | I Miss You | I Miss You | I Miss You | I Miss You | I Miss You |
| No         | Titre      | Auteur     | Durée      |            |            |            |            |            |            |
| ---------- | ---------- | ---------- | ---------- | ---------- | ---------- | ---------- | ---------- | ---------- | ---------- |
| 1.         | I Miss You | Blink-182  | 3:47       |            |            |            |            |            |            |
| 2.         | Not Now    | Blink-182  | 4:09       |            |            |            |            |            |            |
| 7:56       |            |            |            |            |            |            |            |            |            |

Le single existe en deux versions :
- Une première version contenant en plus le clip de la chanson Feeling This.
- Une deuxième version contenant en plus la chanson I Miss You remixée par James Guthrie, un producteur de musique britannique notamment connu pour avoir travaillé avec Pink Floyd.

## Collaborateurs
- Tom DeLonge — Chant, Guitare
- Mark Hoppus — Chant, Basse
- Travis Barker — Batterie